# Guylaine Cloutier
Guylaine Cloutier (née le 1er octobre 1971 à Lévis au Québec) est une nageuse canadienne. Au cours de sa carrière, elle remporte plusieurs médailles lors de compétitions internationales.

## Début de sa carrière
Guylaine Cloutier commence très jeune dans le sport de la natation. Dès l'âge de 8 ans, ses performances impressionnent. Elle fait sa marque en compétitions avec le club de natation de Montmagny. À l'âge de 9 ans, elle remporte l'or aux Jeux du Québec tenu à Hull et elle répète le même exploit à 11 ans aux Jeux du Québec à Sept-Îles. Après avoir dominé les compétitions provinciales à la brasse, elle fait ses débuts à l'âge de 13 ans avec l'équipe nationale canadienne.

## Carabins de l'Université de Montréal
Elle est membre de l'équipe de natation du club Carabins de l'Université de Montréal de 1990 à 1995. Plusieurs de ses records tiennent toujours. Elle contribue au succès des Carabins en natation dans la conquête du Championnat provincial féminin pendant 4 saisons consécutives (1990-1991, 1991-1992, 1992-1993, 1993-1994).

## Tournois internationaux
À sa première compétition internationale lors des Championnats pan-pacifiques à Tokyo de 1985, elle remporte le bronze au 200 m brasse et termine 4e au 100 m brasse.
Elle participe aux Jeux olympiques d'été de Séoul en 1988, à ceux de Barcelone en 1992 et à ceux d'Atlanta en 1996. À souligner sa performance à Barcelone avec sa 4e place au 100 m brasse et sa 5e place au 200 m brasse.
Guylaine Cloutier remporte une médaille d'or aux Universiade d'été 1991 à Sheffield  et aux Universiade d'été 1993  à Buffalo, des médailles d'argent aux Championnats pan-pacifiques à Brisbane en 1987, aux Jeux du Commonwealth à Auckland en 1990, et aux Jeux panaméricains à Mar del Plata en 1995.

## Retraite
Guylaine Cloutier fut membre de l'équipe nationale du Canada durant 11 ans de 1985 à 1996. Elle prend sa retraite  à la fin de 1996 afin de compléter ses études universitaires à l'École des Hautes Études Commerciales de l'Université de Montréal. Elle a épousé un ancien nageur, Markian Kovaluk et est mère de deux filles. Elle travaille comme représentante de la pharmaceutique Bayer.

## Palmarès
- 2  Médailles d'or  aux jeux du Québec
- Championne universitaire provinciale durant 4 saisons consécutives
- Championne canadienne à la brasse en 17 occasions.

### Championnats Pan Pacifique
- 1985 - Tokyo :  Médaille de bronze au 200 m brasse.
- 1987 - Brisbane :  Médaille d'argent  dans le 100 m brasse.
- 1993 - Kobe :  Médaille de bronze le bronze au 100 m brasse.
- 1995 - Atlanta :  Médaille d'argent  au 100 m brasse.

### Jeux panaméricains
- 1995 - Mar del Plata :  Médaille d'argent  au 100 m brasse et  Médaille d'argent  au 200 m.

### Universiade
- 1991 - Sheffield   Médaille d'or  au 100 m brasse
- 1993 - Buffalo   Médaille d'or  au 100 m brasse et   Médaille de bronze   au 200 m brasse.

## Honneurs individuels
Guylaine Cloutier est nommée athlète par excellence en natation au Québec à plusieurs occasions en plus d'être choisie l'athlète de l'année au Canada en 1992, 1993 et 1995. Elle est intronisée au Temple de la Renommée des Sports du Québec le 26 août 2005. En septembre 2008,  elle reçoit comme ancienne athlète des Carabins la médaille de l'Université de Montréal.